# بيرسفي
بيرسفي أو بيرساوا هي قرية تقع شمال العراق تابعة لناحية دركار عجم تبعد 16 كلم شمال زاخو في محافظة دهوك عدد نفوسها حوالي 1375 نسمة واغلب سكانها من الكلدان والاشوريين والسريان المسيحيين ويتحدثون باللهجات  الارامية السريانية والكلدانية والاشورية  وهناك اكراد يتحدثون باللغة الكردية في القرية توجد بها العديد من المخطوطات الاثرية وهذا يدل على قدمها. تعرضت بيرسفي لقصف في السبعينات و الثمانينات في  نظام صدام حسين وطالت عمليات ترحيل لسكانها، نزحت العديد من العوائل المسيحية من بغداد والموصل بعد تردي الاوضاع الأمنية لهم هناك وشملت لها حملة الاعمار من قبل سركيس أغاجان مامندو.